# Jeroným Zajíček
Jeroným Zajíček (10. listopadu 1926 Krásné Březno – 5. října 2007 Lyons, Illinois, Spojené státy americké) byl český skladatel, hudební vědec a pedagog v emigraci.

## Život
Po studiích na gymnáziu v Hradci Králové začal studovat hudební vědu na Filozofické fakultě Karlovy univerzity v Praze. Kromě toho studoval soukromě u Otakara Jeremiáše instrumentaci a dirigování. Po příchodu komunistů k moci byly na vysokých školách provedeny čistky. Jeho profesor, Josef Hutter, byl odvolán z vedení katedry hudební vědy a 17. ledna 1949 byl Zajíček spolu s dalšími 50 studenty vyloučen z politických důvodů ze studia. Emigroval do Německa a stal se programovým ředitelem československé sekce Radio Free Europe v Mnichově. Jeho otec, František Zajíček, byl v Čechách zatčen a ve vykonstruovaném procesu odsouzen k smrti za velezradu, špionáž a přípravu teroristických akcí. Rozsudek byl vykonán 7. července 1954.
Do Spojených států odešel v roce 1952. S pomocí skladatele K. B. Jiráka byl přijat na Musical College of Roosevelt University v Chicagu, kde studoval hudební teorii, skladbu a dirigování. V letech 1952–1958 byl Jirák i jeho učitelem. Další dva roky studoval u Paula A. Piska. V roce 1957 obdržel nejen bakalářský titul, ale i americké občanství. V těchto letech také získal stipendium Ditson's fellowship, což představovalo významnou finanční pomoc při studiu.
V letech 1958–1964 řídil dětský sbor při Middle School Phil Sheridan v Chicagu, další dva roky přednášel hudební teorii a řídil sbor na chicagské Fenger College. Konečně v roce 1966 se stal profesorem dirigování a skladby na Loop College (později Washington College). Zde pak působil až do svého odchodu do důchodu v roce 1996.
Do České republiky mohl přijet až po roce 1989. Na události svého mládí reagoval v roce 1990 sborovou skladbou Pater noster, komponovanou na památku spolužáka z gymnázia Josefa Toufara, který se stal obětí komunistického režimu. V roce 1998 byl jmenován čestným občanem města Hrochův Týnec.

## Dílo

### Komorní hudba
- Z mého zápisníku. Preludium, adagio a polka (1955)
- Variace pro klavír (1956)
- Klavírní trio (1957)
- Sonáta pro klarinet a klavír (1957)
- Sonáta pro housle a klavír (1961)
- Smyčcový kvartet (1962–63)
- Sonatina pro flétnu, klarinet a fagot nebo violoncello (1966)
- Sonáta pro violoncello (1975)

### Skladby pro orchestr
- Sinfonietta pro velký orchestr (1958)
- Concertino pro flétnu a smyčcový orchestr (1963–64)
- Intrada a processionale pro žestě, varhany a tympány (1970)

### Vokální skladby
- Říkadla na slova Josefa Václava Sládka (1954)
- Pater noster pro smíšený sbor (1990)
- 20 českých koled (2000)
- 20 moravských koled pro čtyřhlasý dětský sbor (2002)
- Krkonošské koledy (2006)